# Монгайар-Лораге
Монгайя́р-Лораге́ (фр. Montgaillard-Lauragais, окс. Montgalhard de Lauragués) — коммуна во Франции, находится в регионе Юг — Пиренеи. Департамент — Верхняя Гаронна. Входит в состав кантона Вильфранш-де-Лораге. Округ коммуны — Тулуза.
Код INSEE коммуны — 31377.

## География

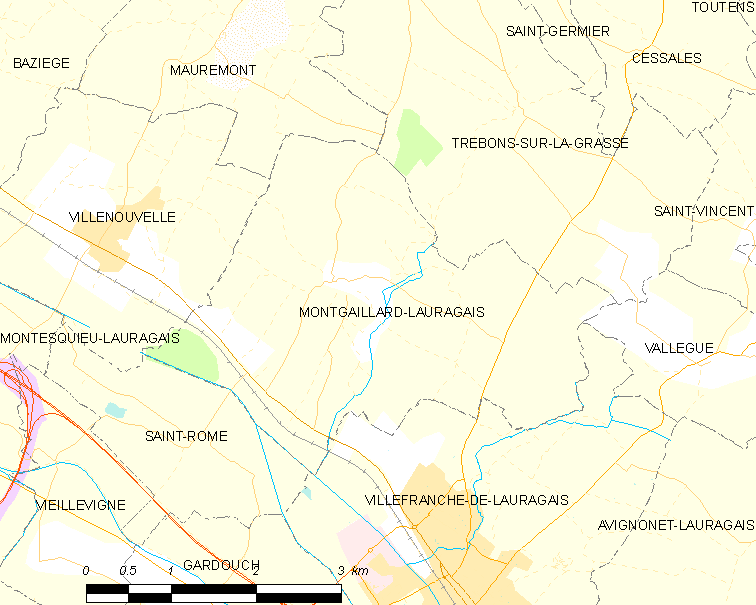
Карта коммуны

Коммуна расположена приблизительно в 610 км к югу от Парижа, в 29 км к юго-востоку от Тулузы.
По территории коммуны протекает река Грас.

## Климат
Климат умеренно-океанический. Зима мягкая и снежная, весна характеризуется сильными дождями и грозами, лето сухое и жаркое, осень солнечная. Преобладают сильные юго-восточные и северо-западные ветры.

## Население
Население коммуны на 2010 год составляло 633 человека.
| 1962 | 1968 | 1975 | 1982 | 1990 | 1999 | 2010 |
| ---- | ---- | ---- | ---- | ---- | ---- | ---- |
| 360  | 321  | 434  | 459  | 528  | 546  | 633  |

## Администрация
| Период | Период | Фамилия     | Партия                              | Примечания |
| ------ | ------ | ----------- | ----------------------------------- | ---------- |
| 1977   | 2001   | Леон Устрик | Французская коммунистическая партия |            |
| 2001   | 2020   | Паскаль Жан |                                     |            |

## Экономика
В 2010 году среди 403 человек трудоспособного возраста (15—64 лет) 322 были экономически активными, 81 — неактивными (показатель активности — 79,9 %, в 1999 году было 73,1 %). Из 322 активных жителей работали 299 человек (161 мужчина и 138 женщин), безработных было 23 (11 мужчин и 12 женщин). Среди 81 неактивных 39 человек были учениками или студентами, 23 — пенсионерами, 19 были неактивными по другим причинам.

## Достопримечательности
- Церковь Св. Стефана